# Apogon caudicinctus
 Apogon caudicinctus és una espècie de peix de la família dels apogònids i de l'ordre dels perciformes.

## Morfologia
- Pot assolir 6,4 cm de longitud total.
- Cos de color vermell transparent amb les vores de les escates dorsals fosques i una franja difusa i negrosa a la meitat posterior del peduncle caudal, el qual és llarg i prim.
- 7 espines i 9 radis tous a l'aleta dorsal i 2 espines i 8 radis tous a l'anal.
- 24 vèrtebres.[2][3]

## Hàbitat i distribució geogràfica
És un peix marí, de clima tropical (30°N-22°S, 54°E-130°W) i associat als esculls i substrats rocallosos amb coves i sortints fins als 12 m de fondària, el qual es troba des de les illes de la Reunió i Maurici fins a Pitcairn, el centre del Pacífic sud i les illes Ryukyu i Ogasawara.

## Observacions
És inofensiu per als humans.